# Uniwersytet Legnicki
Uniwersytet Legnicki – protestancki uniwersytet istniejący w Księstwie legnicko-brzesko-wołowskim.

## Historia
Uczelnia została założona w 1526 roku przez księcia Fryderyka II Legnickiego jako pierwszy protestancki uniwersytet na świecie. Książę Fryderyk II, którego ambicją było być protektorem protestanckiego humanizmu, polecił utworzyć uczelnię w oparciu o potencjał intelektualny legnickiej szkoły Św. Piotra i Pawła. Zgodnie z założeniami, planowano zatrudnić w Legnicy 24 profesorów, każdemu wypłacając roczną pensję w wysokości 50 złotych guldenów.
Do nowo powstałej uczelni przybywali znani wykładowcy z cesarstwa, dzięki czemu szkoła szybko zyskała nowych studentów i zaczęła się liczyć w tej części Europy. W uczelni zaczęli wykładać tacy wykładowcy jak: Bernard Ziegler, Valentin Krautwald, Johannes Werner, Kaspar Schwenkfeld, Johannes Rurer, Fabian Geppert, Bernard Ziegler, Konrad Cordatus, Teodor Buchmann i Valentin Trotzendorf. Wielu z nich udało się sprowadzić do Legnicy z zagranicznych uczelni (m.in. z Wittenbergi) dzięki osobistym kontaktom Fryderyka II Legnickiego, czy też Schwenkfelda. Studenci zajęcia odbywali prawdopodobnie przy kościele św. Jana w dawnych pomieszczeniach klasztornych na trzech wydziałach: teologicznym, filozoficznym, i prawniczym.
Uniwersytet funkcjonował jednak tylko przez trzy lata, a przyczyn jego upadku było kilka. Książę Fryderyk II Legnicki uznał, że Turcy stanowią niebezpieczeństwo dla jego włości, w związku z czym zaczął przeznaczać swoje nadwyżki finansowe na przygotowania książęcych miast do ewentualnej obrony przed tureckim zagrożeniem. Środki pieniężne, które dotychczas zasilały kasę Uniwersytetu i pozwalały mu się rozwijać, przestały napływać. Co ważne, Kościół katolicki nie godził się na partycypowanie w kosztach utrzymania uniwersytetu, odmawiając przekazywania na rzecz uczelni części swoich dochodów z dóbr kościelnych. Prócz problemów finansowym, bardzo negatywnie na legnickiej uczelni odbił się konflikt ideologiczny istniejący pomiędzy profesorami. Część z nich, w tym Trotzendorf reprezentowali skrzydło umiarkowane, konserwatywne, podczas gdy Schwenkfeld wraz z Krautwaldem byli zagorzałymi zwolennikami skrzydła radykalnego, postępowego (anabaptyzmu). Ostatecznie wielkim problemem był zaraza, która w 1527 r. wybuchła w Legnicy, dziesiątkując uczniów i zniechęcając nowych do podejmowania studiów na uczelni. W 1529 r. uniwersytet opuszczają Schwenkfeld, Trotzendorf oraz wielu innych profesorów, co w konsekwencji doprowadziło do rozwiązania uczelni.